# Bolchoïe Mourachkino
Bolchoïe Mourachkino (Большо́е Мура́шкино) est une commune urbaine de Russie située dans l'oblast de Nijni Novgorod et le siège administratif du raïon du même nom, et de la municipalité du même nom dont elle est la seule localité.

## Géographie
La commune se trouve à 90 km au sud-est de Nijni Novgorod au bord de la rivière Soundovik, sur l'autoroute R-162 Rabotki-Poretskoïe (en Tchouvachie).

## Histoire
La première mention écrite du village date de 1624-1626 dans le Livre des Scribes. Elle atteint la taille d'un bourg au XVIIe siècle, on y trouve encore des vestiges fortifiés. Ce village de commerce et d'artisanat se spécialise dans les fabriques de vêtements de fourrure, du cuir et du feutre, et de la fonderie de cloches. À la fin du XVIIIe siècle, la bourgade est le siège administratif d'une volost de l'ouïezd de Kniaguinino dans le gouvernement de Nijni Novgorod.
Elle devient le 29 juin 1929 le siège du nouveau raïon de Bolchoïe Mourachkino et en 1959 reçoit le statut de commune urbaine.

## Population
| Année | Habitants |
| ----- | --------- |
| 1959  | 4850      |
| 1979  | 6845      |
| 1989  | 6728      |
| 2002  | 6377      |
| 2010  | 5554      |
| 2016  | 5222      |
| 2018  | 5018      |
| 2021  | 5577      |

## Économie
Une entreprise de fourure y est en activité jusqu'en 2005. On y trouve une fabrique de couture, une boulangerie industrielle, une entreprise d'élevage de porcs de 180 000 têtes.

## Transport
La commune est reliée à Nijni Novgorod et aux bourgades des environs par des lignes d'autocars. Elle est traversée par l'autoroute R-162 Rabotki-Poretskoïe.

## Religion
Il y avait onze églises avant la Révolution d'Octobre. Il en subiste aujourd'hui deux en activité et une troisième est à moitié en ruines. Bolchoïe Mourachkino dépend de l'éparchie de Lyskovo.
Bolchoïe Mourachkino est l'un des centres spirituels importants des vieux-croyants. Ils y organisent chaque année une grande procession en juillet.

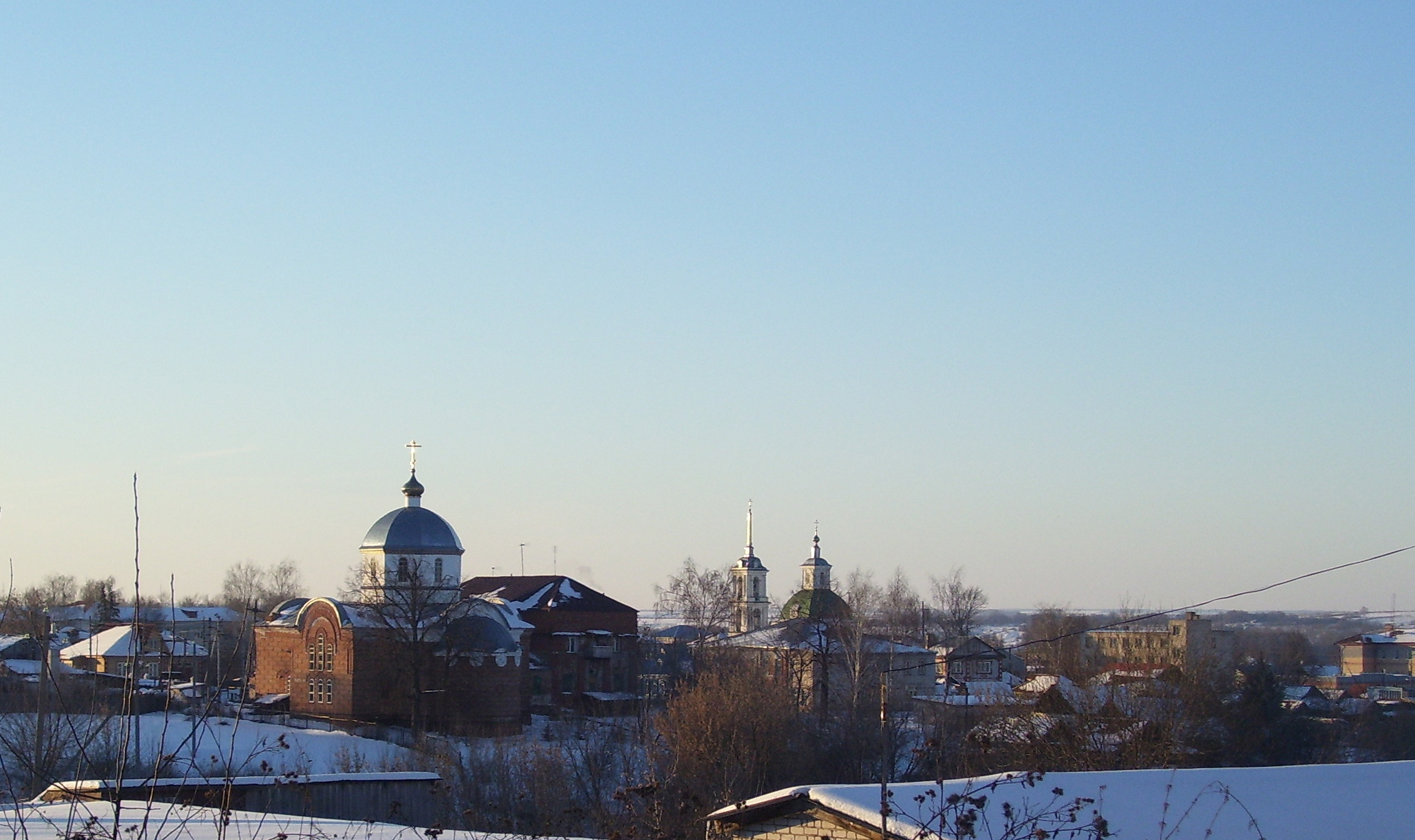
Panorama de la commune.

## Patrimoine
La commune dispose d'un musée,. Plusieurs édifices sont inscrits au patrimoine architectural.

Patrimoine de la commune
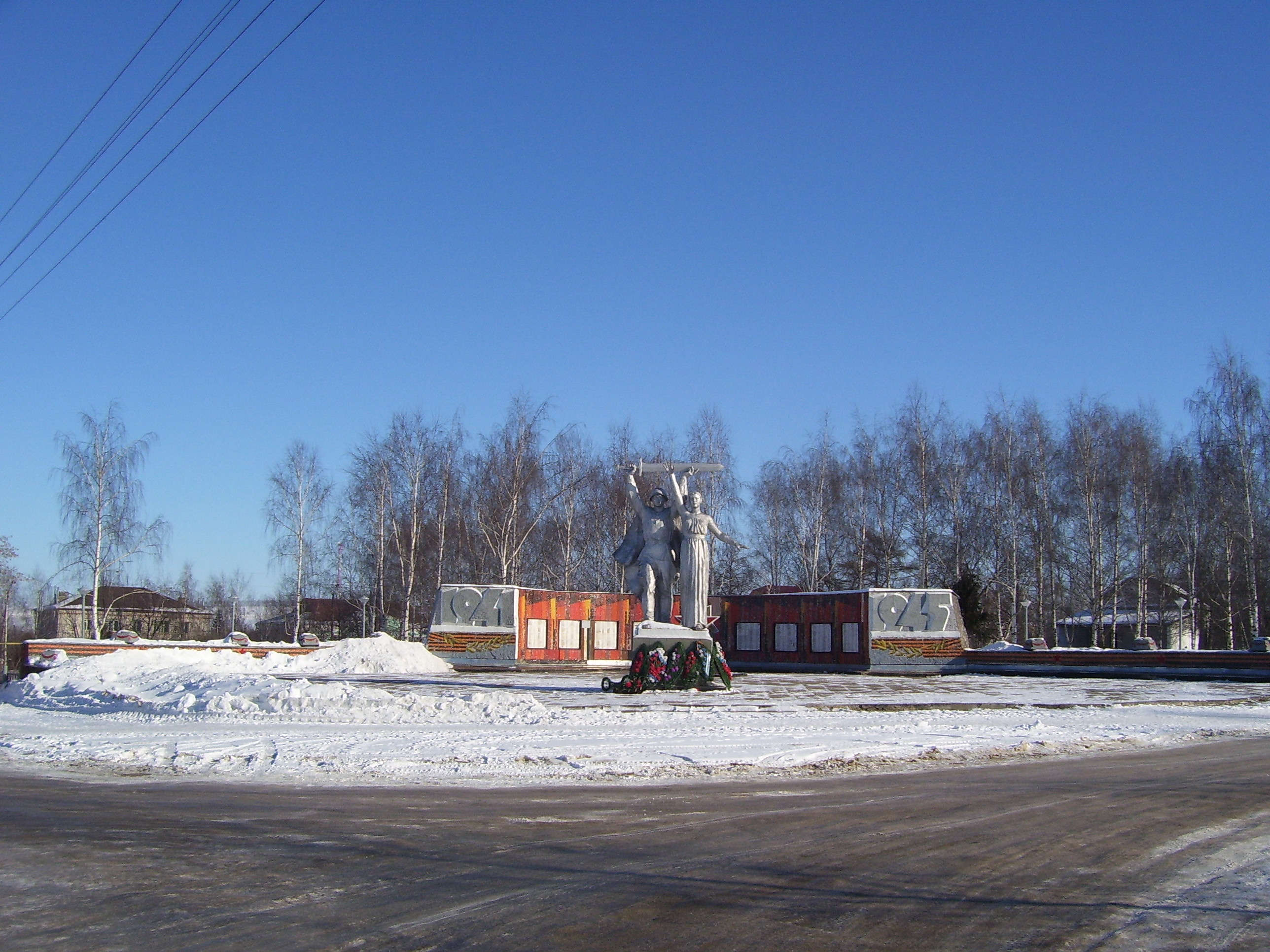
Mémorial de la Grande Guerre patriotique.
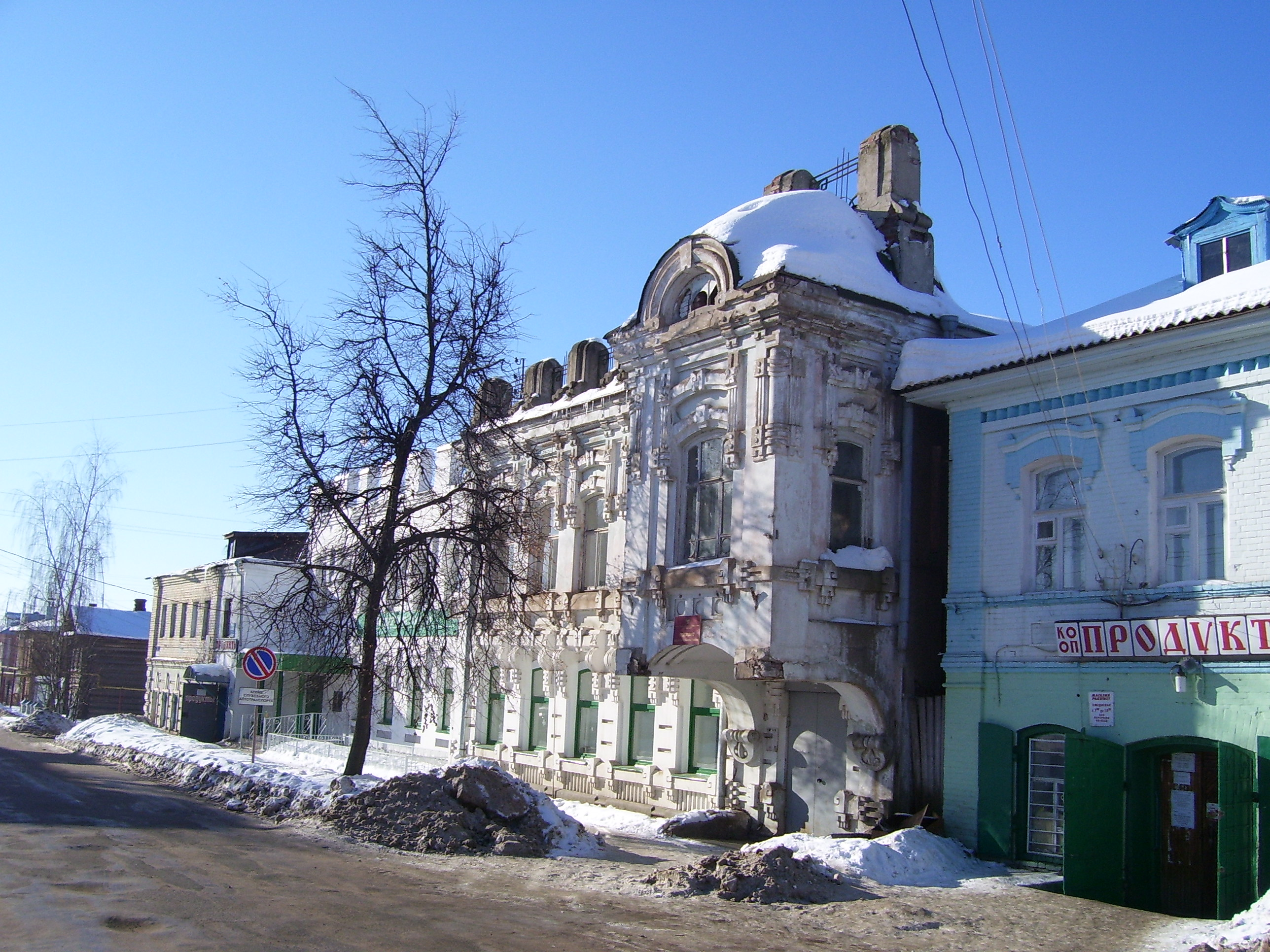
Maison Panychev du début du XXe siècle (93 rue de la Liberté)
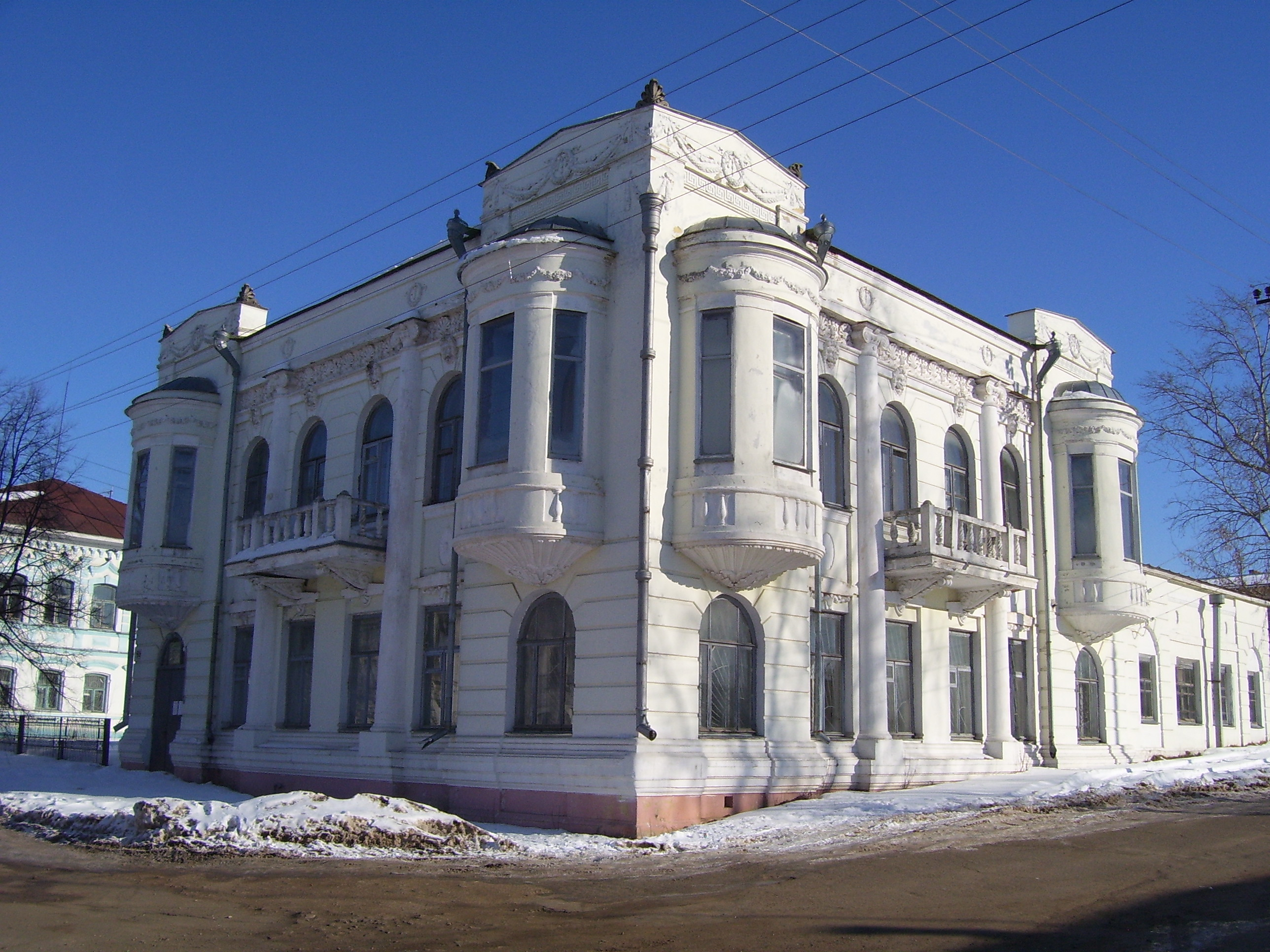
Hôtel particulier des frères Monev construit en 1915 (90 rue de la Liberté), aujourd'hui musée de Bolchoïe Mourachkino
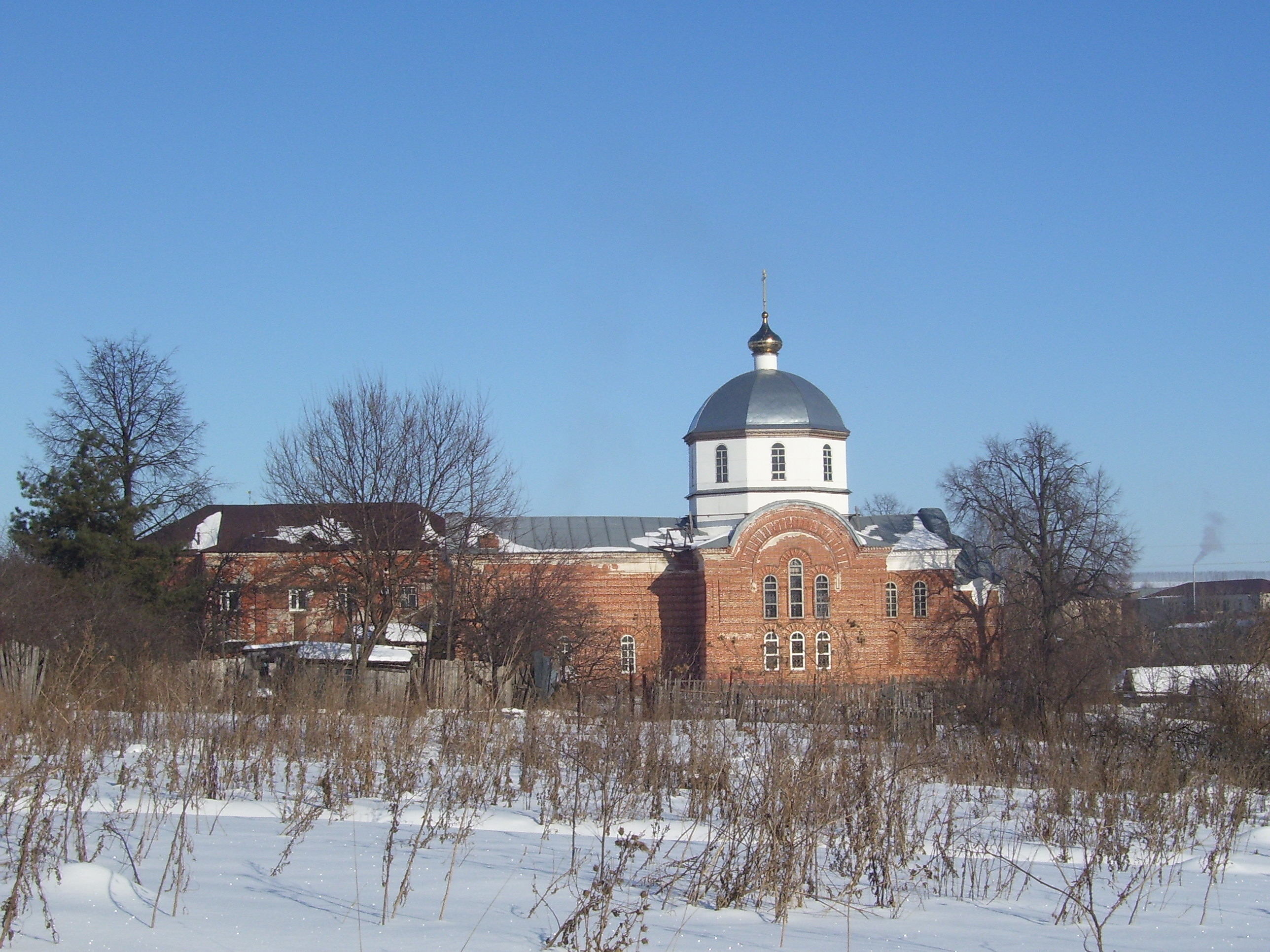
Église des vieux-croyants Saint-Nicolas (aujourd'hui église Saint-Avvakoum de l'Église orthodoxe vieille-ritualiste russe), construite en 1881-1885 (chemin du Premier mai)
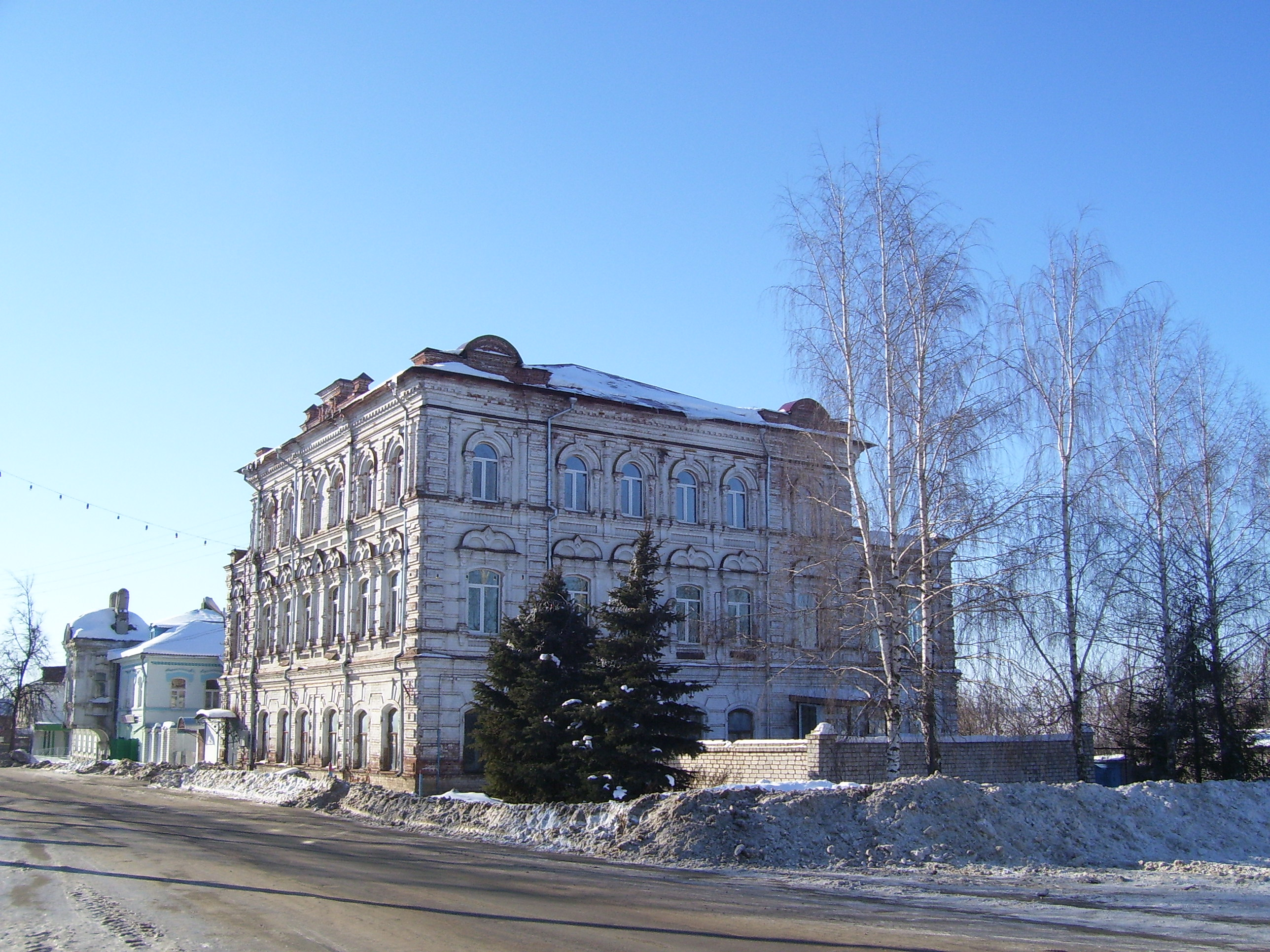
Hôtel particulier Panychev, construit vers 1910 (89 rue de la Liberté)
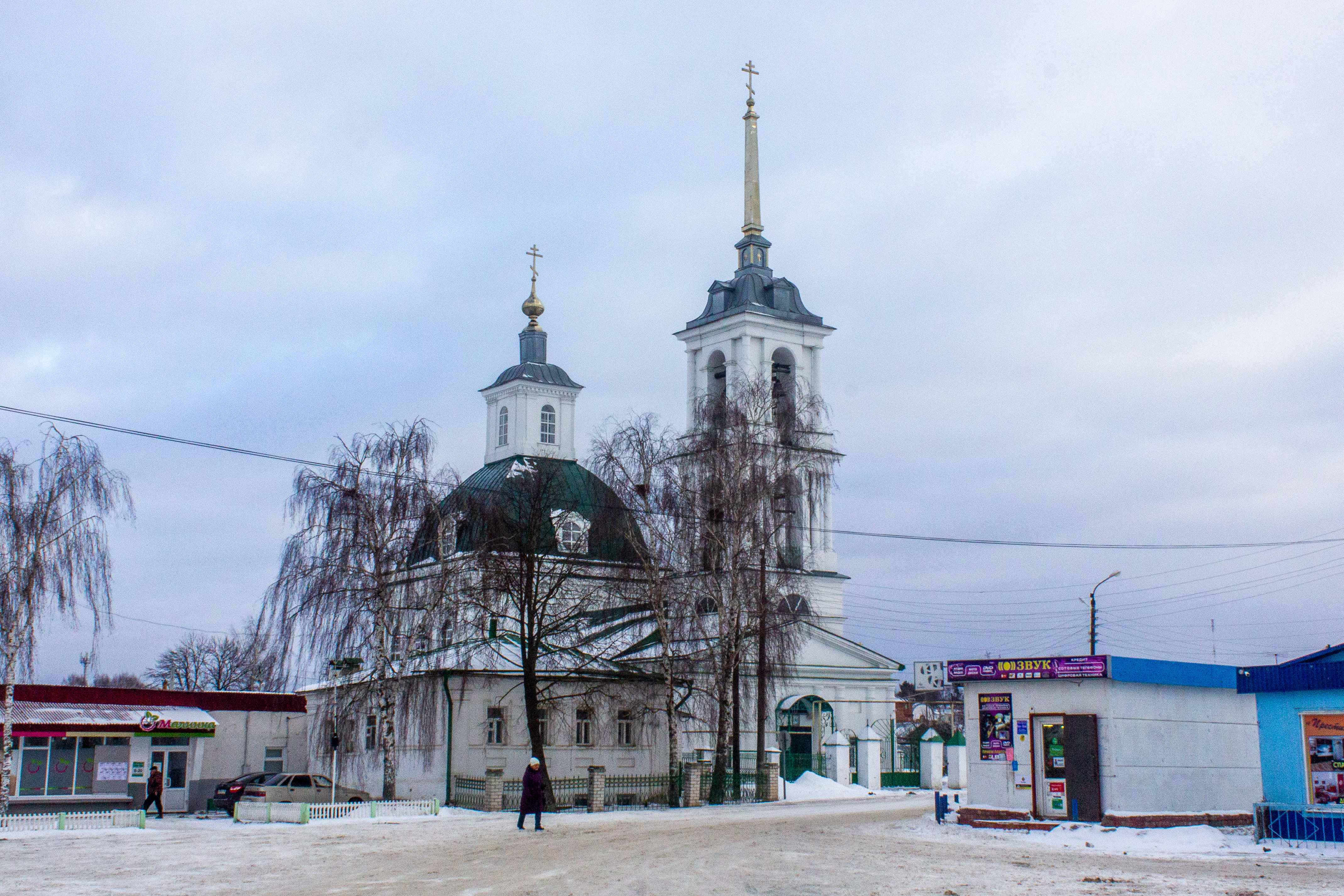
Église de la Trinité (46 rue Sovietskaïa).